# Llista de monarques de Bohèmia

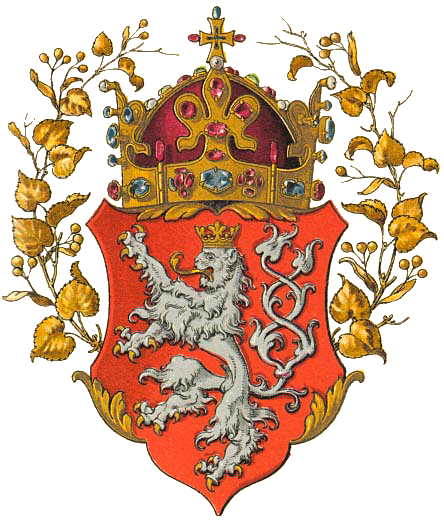
Escut de Bohèmia

Llista de monarques de Bohèmia és la llista de tots els governants de l'antic ducat i després regne de Bohèmia. Bohèmia, Moràvia, Silèsia, i Lusàcia són territoris que eren o han estat considerats com a "Països Txecs" de la Corona Bohèmia (země Koruny české en txec; Corona regni Bohemiae en llatí). Aquestes terres foren governades per ducs (ca. 870–1085, 1092–1158, i 1172–1198) i reis (1085–1092, 1158–1172, i 1198–1918).

## Governants llegendaris
- Praotec Čech (Pater Boemus)
- Krok
- Libuše, duquessa
- Přemysl, el seu marit
- Nezamysl
- Mnata
- Vojen
- Vnislav
- Křesomysl
- Neklan
- Hostivít

## Ducs
| Ducs de Bohèmia                |               |                                                                                          |
| dinastia Přemyslida            |               |                                                                                          |
| Nom                            | Dades         | Notes                                                                                    |
| Bořivoj I                      | c.870–888/889 |                                                                                          |
| Spytihněv I                    | 894/895–915   | Fill de Bořivoj I.                                                                       |
| Vratislav I                    | 915–921       | Germà de Spytihněv I.                                                                    |
| Václav (Venceslau) I           | 921–935       | Fill de Vratislav I, Conegut com a "Sant Venceslau".                                     |
| Boleslau (Boleslau) I          | 935–972       | Germà de Václav I.                                                                       |
| Boleslau II                    | 972–999       | Fill de Boleslau I.                                                                      |
| Boleslau III                   | 999–1002      | Fill de Boleslau II.                                                                     |
| Vladivoj                       | 1002–1003     | De la dinastia Piast (?). Des creu que cosí germà de Boleslau III. Nom polonès Władywoj. |
| Boleslau III                   | 1003          | Segon cop.                                                                               |
| Jaromir                        | 1003          | Germà de Boleslau III.                                                                   |
| Boleslau IV de Bohèmia         | 1003–1004     | Germà de Vladivoj (?). de la dinastia Piast; també duc Bolesław I.                       |
| Jaromir                        | 1004–1012     | Segon cop.                                                                               |
| Oldřich                        | 1012–1033     | Germà de Jaromir. També conegut com a Odalrich, Udalrich, Ulrich.                        |
| Jaromir                        | 1033–1034     | Tercer cop.                                                                              |
| Oldřich                        | 1034          | Segon cop.                                                                               |
| Břetislav (Bretislau) I        | 1035–1055     | Fill d'Oldřich.                                                                          |
| Spytihněv II                   | 1055–1061     | Fill de Břetislav I.                                                                     |
| Vratislav II                   | 1061–1092     | Germà de Spytihněv II. Rei 1085-1092 com a Vratislav I.                                  |
| Konrád I (Conrad) Brněnský     | 1092          | Germà de Vratislav II.                                                                   |
| Břetislav II                   | 1092–1100     | Nebot de Konrád I, Fill de Vratislav II.                                                 |
| Bořivoj II                     | 1101–1107     | Germà de Břetislav II.                                                                   |
| Svatopluk Olomoucký            | 1107–1109     | cosí germà de Bořivoj II.                                                                |
| Vladislav (Vladislaus) I       | 1109–1117     | Germà de Bořivoj II.                                                                     |
| Borivoj II                     | 1117–1120     | Segon cop                                                                                |
| Vladislav I                    | 1120–1125     | Segon cop                                                                                |
| Soběslav (Sobeslaus) I         | 1125–1140     | Germà de Vladislav I.                                                                    |
| Vladislav II                   | 1140–1172     | Nebot de Soběslav I, Fill del Duc Vladislav I. Rei 1158-1172 com a Vladislav I           |
| Bedřich (Frederic)             | 1172–1173     | Fill de Vladislav II.                                                                    |
| Soběslav II                    | 1173–1178     | cosí germà expulsat per Bedřich, Fill de Soběslav I.                                     |
| Bedřich                        | 1178–1189     | Segon cop                                                                                |
| Konrád II Ota (Conrad-Otto)    | 1189–1191     | Descendent de Konrád I.                                                                  |
| Václav II                      | 1191–1192     | Germà de Soběslav II.                                                                    |
| Přemysl I Otakar (Ottokar I)   | 1192–1193     | Fill de Vladislav II.                                                                    |
| Jindřich (Enric) Břetislav III | 1193–1197     | cosí germà de Přemysl I Otakar.                                                          |
| Vladislav III Jindřich         | 1197          | Germà de Přemysl I Otakar.                                                               |
| Přemysl I Otakar               | 1197–1198     | Segon cop. Coronat rei el 1198, els seus descendents retingueren el títol.               |

## Reis
| Reis de Bohèmia                                    |                                                    |           | |
| dinastia Přemyslida                                |                                                    |           | |
| Imatge                                             | Nom                                                | Dada      | Notes |
|                                                    | Přemysl I. Otakar                                  | 1198-1230 | |
|                                                    | Václav I.                                          | 1230-1253 | Fill de Přemysl I. Otakar. |
| Přemysl II. Otakar                                 | Přemysl II. Otakar                                 | 1253–1278 | Fill de Václav I. També duc d'Àustria, Duc d'Estíria, Duc de Caríntia i Duc de Carniola. |
| .                                                  | Václav II.                                         | 1278-1305 | Fill de Přemysl II. Otakar. També Rei de Polònia (1300-1305) com a Wacław II. |
| .                                                  | Václav III.                                        | 1305-1306 | Fill de Václav II. No coronat (com a rei de Bohèmia). també Rei d'Hongria (com a Vencel) i Rei de Polònia (com a Wacław III).                                                                                     |
| No dinàstic                                        |                                                    |           | |
|                                                    | Jindřich Korutanský (Enric el Carinti)             | 1306      | Meinhardinian. Gendre de Václav II. No coronat. |
| Rudolf (I) Habsburský (Rodolf d'Habsburg)          | Rudolf (I.) Habsburský (Rodolf d'Habsburg)         | 1306–1307 | Habsburg. Segon marit de Eliška Rejčka, vídua de Václav II. No coronat. |
|                                                    | Jindřich Korutanský                                | 1307–1310 | Segona vegada |
| dinastia de Luxemburg                              |                                                    |           | |
| Jan Lucemburský (Joan de Luxemburg)                | Jan Lucemburský (Joan de Luxemburg)                | 1310–1346 | gendre de Václav II. |
| Karel IV. (Carles)                                 | Karel IV. (Carles)                                 | 1346–1378 | Fill de Jan. també Emperador. |
| .                                                  | Václav IV.                                         | 1378–1419 | Fill de Karel IV. també Rei dels Romans (com a Wenzel I) fins a 1400. |
| Zikmund (Sigismund)                                | Zikmund (Sigismund)                                | 1419–1437 | Germà de Václav IV. Només governà efectivament 1436-1437. També emperador del Sacre Imperi i Rei d'Hongria (Zsigmond).                                                                                            |
| dinastia Habsburg                                  |                                                    |           | |
|                                                    | Albrecht Habsburský (Albert d'Habsburg)            | 1437–1439 | gendre de Zikmund. també Rei dels Romans (com Albert II) i d'Hongria (com Albert). Eln 1440-1453 fou interregne; Els drets de successió del fill d'Albrecht no foren reconeguts per la majoria dels nobles txecs. |
| Ladislav Pohrobek (Ladislau el Pòstum)             | Ladislav Pohrobek (Ladislau el Pòstum)             | 1453–1457 | Fill d'Albrecht; elegit Rei. també Rei d'Hongria com a László V. Nascut després de la mort del seu pare, |
| No dinàstic                                        |                                                    |           | |
|                                                    | Jiří z Poděbrad (Jordi de Podiebrad)               | 1457–1471 | Elegit rei per la família noble txeca z Kunštátu. Encara que tenia descendents, cedí la successió al príncep de Polònia.                                                                                          |
|                                                    | Matyáš Korvín (Maties Corví)                       | 1469–1490 | Rei d'Hongria com Mátyás I (Hunyadi), elegit com a "Rei de Bohèmia" in 1469, però mai no fou coronat. El 1479 acordà limitar el seu regnat a Moràvia, Silèsia, i Lusàcia, encara que mantenir el títol.           |
| dinastia Jagelló                                   |                                                    |           | |
| Vladislav II. Jagellonský (Vladislau II Jagiellon) | Vladislav II. Jagellonský (Vladislau II Jagiellon) | 1471–1516 | Nebot de Ladislav Pohrobek; elegit a petició de Jiří z Poděbrad. també Rei d'Hongria (com Ulászló II) elr 1490. Fill del rei polonès Kazimierz IV.                                                                |
| Ludvík (I.) Jagellonský (Lluís the Jagiellonian)   | Ludvík (I.) Jagellonský (Lluís the Jagiellonian)   | 1516–1526 | Fill de Vladislav II. també Rei d'Hongria (Lajos II). |
| Dinastia dels Habsburg                             |                                                    |           | |
| .                                                  | Ferran I.                                          | 1526–1564 | Cunyat de Ludvík; elegit Rei. també Rei d'Hongria (Ferdinánd I) i emperador del Sacre Imperi-Escollit el 1558. |
| Maximilià                                          | Maximilià                                          | 1564–1576 | Fill de Ferran I, net de Vladislav II. també Rei d'Hongria (Miksa) i emperador del Sacre Imperi. |
| .                                                  | Rodolf II.                                         | 1576–1611 | Fill de Maximiliá I. també Rei d'Hongria (Rodolf) i emperador del Sacre Imperi. |
| Matyáš                                             | Matyáš                                             | 1611–1619 | Germà de Rodolf II. també Rei d'Hongria (Mátyás II) i emperador del Sacre Imperi. |
| .                                                  | Ferran II.                                         | 1619–1637 | Nebot de Maties. també Rei d'Hongria (Ferdinánd II) i emperador del Sacre Imperi. |
| Fridrich Falcký (Frederic del Palatinat)           | Fridrich Falcký (Frederic del Palatinat)           | 1619–1620 | De la Casa de Wittelsbach. Antirei, elegit pels Estats Bohemis en el començament de la Guerra dels Trenta Anys, però aviat destronat.                                                                             |
| .                                                  | Ferran III.                                        | 1627–1657 | Fill de Ferran II. també Rei d'Hongria (Ferdinánd III) i emperador del Sacre Imperi. |
| .                                                  | Ferran IV                                          | 1646–1654 | Fill de Ferran III. Rei Nominal durant el regnat del seu pare. també Rei d'Hongria (Ferdinánd IV) i Rei dels Romans.                                                                                              |
| .                                                  | Leopold I.                                         | 1656–1705 | Germà de Ferran IV. també Rei d'Hongria (Lipót I) i emperador del Sacre Imperi. |
| .                                                  | Josef I.                                           | 1705–1711 | Fill de Leopold I. també Rei d'Hongria (Jószef I) i emperador del Sacre Imperi. |
| .                                                  | Karel VI.                                          | 1711–1740 | Germà de Josep I. també Rei d'Hongria (Károly III) i emperador del Sacre Imperi. |
| Karel Albrecht Bavorský (Carles Albert de Baviera) | Karel Albrecht Bavorský (Carles Albert de Baviera) | 1741–1743 | De la Casa de Wittelsbach. gendre de Josep I. Antirei durant la Guerra de Successió Austríaca i emperador del Sacre Imperi.                                                                                       |
| Marie Terezie (Maria Teresa)                       | Marie Terezie (Maria Teresa)                       | 1740–1780 | Filla de Carles VI. també Reina d'Hongria (Mária Terézia). Rival de Carles VII. |
| Casa d'Habsburg-Lorena                             |                                                    |           | |
| .                                                  | Josef II.                                          | 1780–1790 | Fill de Maria Teresa. també Rei d'Hongria i emperador del Sacre Imperi. |
| .                                                  | Leopold II.                                        | 1790–1792 | Germà de Josep II. també Rei d'Hongria i emperador del Sacre Imperi. |
| .                                                  | František II.                                      | 1792–1835 | Fill de Leopold II. també Rei d'Hongria, emperador del Sacre Imperi fins a 1806, emperador d'Àustria des de 1804.                                                                                                 |
| .                                                  | Ferran V                                           | 1835–1848 | Fill de František. també emperador d'Àustria i Rei d'Hongria. Últim Rei de Bohèmia coronat. Perd el poder en la Revolució de 1848.                                                                                |
| .                                                  | František Josef I.                                 | 1848–1916 | Nebot de Ferran V. també emperador austriac i Rei d'Hongria. Cedí el predomini austriac a Prússia en la Guerra Austro-Prussiana de 1866; aliat amb Prussia-Álemanya en la Primera Guerra Mundial.                 |
|                                                    | Karel I                                            | 1916–1918 | Renebot de František Josef I. també emperador austriac i Rei d'Hongria. Regnà breument durant la Primera Guerra Mundial i abdicà.                                                                                 |